# Carlotta Toni
Carlotta Toni (Firenze, 25 febbraio 1995) è una nuotatrice italiana del gruppo sportivo dell'esercito, di cui fa parte dopo aver esordito con la Rari Nantes Florentia.
A livello giovanile, ai Giochi olimpici della gioventù (EYOF) nel 2009 a Tampere in Finlandia, vince l’oro nei 200 rana, 100 rana, la 4x100 mista e l’argento nei 400 misti.
Nel 2010 partecipa ai campionati europei Juniores di Helsinki. Raggiungendo la finale nei 100 e 200 rana.
Nel 2011, ai campionati europei Juniores, giunge 4^ nei 200 rana con il tempo di 2,29,25 e 5^ nei 100 rana.
Vince il suo primo titolo italiano nel 2015 a Riccione.
Nel 2017 partecipa alle Universiadi di Taipei disputando la finale nei 400 misti.
Era allenata da Sergio Pasquali. Nel 2018 vince il bronzo ai Giochi del Mediterraneo nella specialità 400 misti. Dopo aver raggiunto già nel 2016 due finali ai campionati europei, farà parte della squadra italiana anche agli europei del 2018.
Ha partecipato ai campionati europei di Glasgow nel 2018 raggiungendo la finale nei 400 misti e il 7º posto.
Nel 2019 partecipa alle Universiadi di Napoli, centrando la finale nei 400 misti.
Nel 2022 partecipa ai Giochi del Mediterraneo in Algeria, disputando la finale nei 400 misti.

## Palmarès
- Giochi del Mediterraneo

Mersin 2013: bronzo nei 200m misti.
Tarragona 2018: bronzo nei 400m misti.
- Festival olimpico della gioventù europea

Tampere 2009: oro nei 100m rana, nei 200m rana e nella 4x100 misti e argento nei 400m misti.